# Сасир
Перевал Сасир, Сассер или Сасир-ла (выс. 5411 метров) — высокий перевал в Индии на древнем караванном пути из Ладакха в Яркенд в долине Тарима. Он ведёт из Нубрской долины в высокую долину Шайока, это очень высокий, но более простой путь, чем Каракорумский перевал.

## История
«Это был пресловутый Сасир, не самый высокий, но вероятно, самый впечатляющий и опасный перевал [на караванном пути между Ладакхом и Яркендом]».
Караванный путь через Сасир открывается летом, обычно не удаётся избежать потерь вьючных животных, таких как пони и мулы. На нём слишком много льда для верблюда-бактриана, которых обычно используют на пути в северу от этого перевала.
Сасир лежит южнее спорного Сиачена, который по Симлскому соглашению 1972 года остался ничейной территорией и Индия с Пакистаном пытаются разделить его.